# Nemanja Gudelj
Nemanja Gudelj (serbisch-kyrillisch Немања Гудељ; * 16. November 1991 in Belgrad, SR Serbien, SFR Jugoslawien) ist ein serbisch-niederländischer Fußballspieler. Er steht beim spanischen Fußballverein FC Sevilla unter Vertrag.

## Karriere

### Verein
Seinen ersten Profivertrag unterschrieb Gudelj 2009 bei NAC Breda. Er spielte 79 Spiele für NAC und erzielte dabei acht Tore. Nach vier Jahren wechselte er zu AZ Alkmaar und erzielte in 61 Spielen 16 Tore. Am 6. Mai 2015 wurde bekannt gegeben, dass Gudelj zu Ajax Amsterdam wechseln wird. Sein jüngerer Bruder Dragiša und sein Vater Nebojša wechselten ebenfalls zu Ajax. Dragiša spielt mittlerweile in der Schweiz beim Zweitligisten FC Wohlen, während sein Vater als Scout für den Balkan eingesetzt wird. In der Hinrunde der Saison 2016/17 verlor Gudelj seinen Stammplatz. Er absolvierte nur sechs Spiele und wurde im November 2016 suspendiert, nachdem er sich geweigert hatte, auf der Bank zu sitzen.
Am 25. Januar 2017 schloss sich Gudelj dem chinesischen Erstligisten Tianjin Teda an. Er unterzeichnete einen bis 2020 laufenden Vertrag. Nach nur einer Saison wechselte er zum Ligakonkurrenten Guangzhou Evergrande.
2019 wechselte er weiter zum FC Sevilla. In der Saison 2022/23 bestritt er 34 von 38 möglichen Ligaspielen für Sevilla, in denen er drei Tore schoss, fünf Pokalspiele, sechs Spiele in der Champions League und acht Spiele in der Europa League mit einem Tor. Die Saison endete mit dem Gewinn der Europa League 2022/23. Sein Vertrag in Sevilla wurde im Sommer 2023 bis 2026 verlängert.

### Nationalmannschaft
Gudelj absolvierte drei Spiele für die serbische U-19-Auswahl. Für die serbische U-21 erzielte er in 15 Spielen zwei Tore. Für die Serbische A-Nationalmannschaft debütierte er am 15. März 2012 in einem Freundschaftsspiel gegen Irland. Am 18. November 2014 erzielte er gegen Griechenland sein erstes Tor für Serbien. Gudelj bekam ebenfalls ein Angebot von der NFSBIH für Bosnien und Herzegowina zu spielen, aber er lehnte das Angebot ab und entschied sich für Serbien.
Er gehörte bei der Weltmeisterschaft 2022 in Katar zum serbischen Kader und wurde im ersten und im letzten Gruppenspiel eingesetzt. Nach der Vorrunde schied Serbien aus.

## Titel
- Chinesischer Superpokalsieger: 2018
- Portugiesischer Pokalsieger: 2018/19
- portugiesischer Ligapokalsieger: 2018/19
- Europa-League-Sieger: 2020, 2023